# Manuel de Vadillo y Velasco
Manuel de Vadillo y Velasco – polityk hiszpański aktywny w pierwszym dwudziestoleciu XVIII wieku. Przez kilka miesięcy (15 IV 1714 – 14 XI 1714) był najważniejszym hiszpańskim ministrem Primero Secretario de Estado. Wcześniej robił karierę w dyplomacji. W roku 1713 podpisał pokój Utrechcki w imieniu Hiszpanii i jej władcy Filipa V.